# Jackie Davis
Pour les articles homonymes, voir Jack Davis et Davis.
 (octobre 2017).
Si vous disposez d'ouvrages ou d'articles de référence ou si vous connaissez des sites web de qualité traitant du thème abordé ici, merci de compléter l'article en donnant les références utiles à sa vérifiabilité et en les liant à la section « Notes et références ».
Jackie Davis (13 décembre 1920 - 2 novembre 1999) est un organiste et pianiste américain originaire de Jacksonville, Floride. D'abord pianiste, il adopta l'orgue en 1951 et eut l'occasion d'accompagner notamment Billy Paul, Sarah Vaughan, Nat King Cole, Ella Fitzgerald, et Dinah Washington avec laquelle il enregistra en 1953-54. Il joua aussi de l'orgue à partir de 1951, et son premier engagement professionnel fut au Club Harlem de Phildelphie. Il signa bientôt un contrat avec Capitol, enregistrant pour cette firme plusieurs albums, le plus souvent en trio avec Irving Ashby à la guitare. Il fut aussi l'accompagnateur de Louis Jordan en 1957. Il a réalisé un album de Gospel pour Brunswick dans lequel il chante.

## Discographie
- Organistics (Trend, 1952)
- Hi Fi Hammond (Capitol, 1955)
- Dancing Shadows (Capitol)
- Jumpin' Jackie (Capitol, 1957)
- Most Happy Hammond (Capitol, 1958)
- Meets the Trombones (Capitol, 1959)
- Hammond Gone Cha Cha (Capitol)
- Tiger on the Hammond (Capitol, 1960)
- Hi Fi Hammond, vol. 2 (Capitol, 1961)
- Big Beat Hammond (Capitol)
- Easy does it (Warner Bros, 1963)
- Plus Voices (Warner Bros, 1963)
- The Sacred Side of Jackie Davis (Brunswick)
- Ella Fitzgerald: Lady Time (Pablo, 1978)
- Jackie Davis (EMI, 1980)